# Лето (ТВ филм)
„Лето” је југословенски ТВ филм из 1988. године. Режирао га је Александар Фотез, а сценарио су написали Александар Фотез и Снежана Гнидић.

## Улоге
| Глумац               | Улога          |
| -------------------- | -------------- |
| Ивана Фотез          | Даница         |
| Жарко Лаушевић       | Милан          |
| Миливоје Томић       | Даничин деда   |
| Весна Тривалић       | Беба           |
| Тихомир Станић       | Павлуша        |
| Мирјана Гардиновачки | Даничина мајка |
| Тома Јовановић       | Даничин отац   |
| Ратко Радивојевић    |                |
| Добрила Шокица       |                |
| Владислав Каћански   |                |
| Ратко Танкосић       |                |
| Нађа Булатовић       |                |
| Маринко Шебез        |                |